# Oxie socken
Oxie socken i Skåne ingick i Oxie härad, uppgick 1967 i Malmö stad och området ingår sedan 1971 i Malmö kommun, från 2016 inom Oxie distrikt.
Socknens areal är 11,18 kvadratkilometer varav 11,08 land. År 1951 fanns här 834 invånare. En del av Malmö inom stadsdelen Oxie med den tidigare tätorten Kristineberg samt kyrkbyn Oxie kyrkby med sockenkyrkan Oxie kyrka ligger i socknen. 

## Administrativ historik
Socknen har medeltida ursprung.
Vid kommunreformen 1862 övergick socknens ansvar för de kyrkliga frågorna till Oxie församling och för de borgerliga frågorna bildades Oxie landskommun. Landskommunen utökades 1952 och uppgick 1967 i Malmö stad som ombildades 1971 till Malmö kommun. Församlingen utökades 1983.
1 januari 2016 inrättades distriktet Oxie, med samma omfattning som Oxie församling hade 1999/2000 och fick 1983, och vari detta sockenområde ingår.
Socknen har tillhört län, fögderier, tingslag och domsagor enligt vad som beskrivs i artikeln Oxie härad. De indelta soldaterna tillhörde Södra skånska infanteriregementet, Livkompaniet och Skytts kompani och Skånska dragonregementet, Malmö skvadron, överstelöjtnantens kompani.

## Geografi
Oxie socken ligger i sydöstra Malmö. Socknen är småkuperad slättbygd delvis odlingsbygd och delvis tätbebyggd.

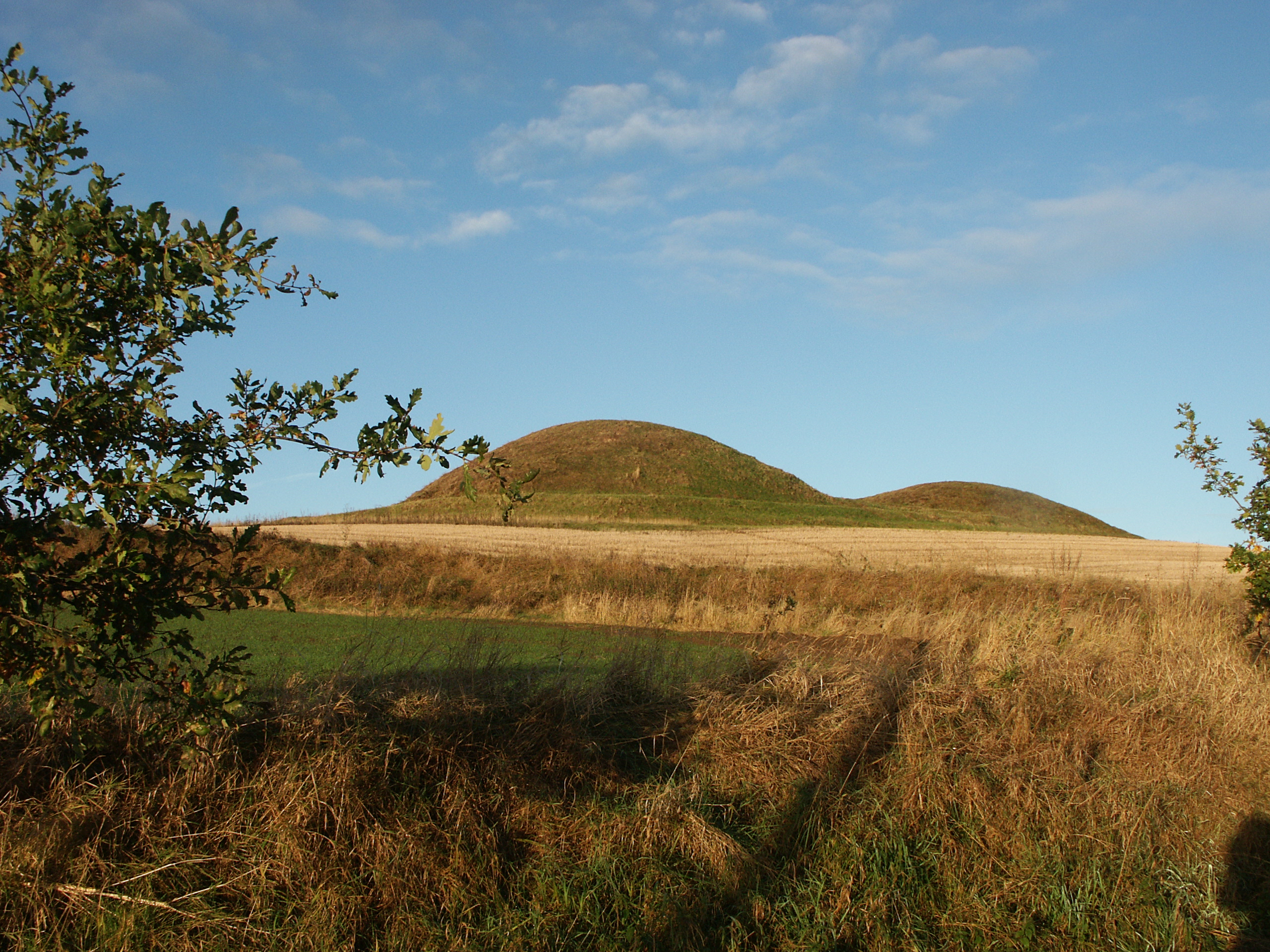
Kungshögarna i socknens nordvästra del.

## Fornlämningar
Boplatser från stenåldern är funna. Från bronsåldern finns gravhögar.

## Namnet
Namnet skrevs i mitten av 1100-talet Oshögu och kommer från kyrkbyn, stavningen Oxie finns belagd 1519. Efterleden är hög. Förleden innehåller os antingen i betydelsen källsprång eller åmynning, i det senare fallet syftande på Oxiebäckens mynning i en nu försvunnen sjö öster om kyrkbyn (idag återstår av Oxiebäcken ett grävt dagvattendike - Oxiediket - som mynnar i den år 1999 anlagda Björkelundadammen).. Häradsnamnet finns belagt från 1231 som Oshögsheret, från 1415 som Oxye heret och från 1426 som Oxieheret.